# 雪月花 -The end of silence-/斬〜ZAN〜
「雪月花 -The end of silence/斬 〜ZAN〜」（せつげっか -ジ エンド オブ サイレンス- / ざん）は、2009年12月9日にGACKTが発表した各同曲を収録した両A面シングル及び通算36枚目のシングルである。

## 概要
- ソロデビュー10周年を記念した、2009年最後のシングル。前作「The Next Decade」から、約4か月後に発売された。
- 15thシングル「Lu:na/OASIS」以来6年ぶりの両A面であり、29thシングル「GHOST」以来のDVD付きの限定盤も発売。なお、前回両A面として発売された「Lu:na/OASIS」は、どちらも既出曲であったが、本作はどちらもオリジナル曲であり、タイアップもされている。
- 同じ年に4作以上のシングルをリリースするのは2003年以来、6年ぶりとなる。
- この後に発売されたシングルは全てエイベックスからの発売となるため、実質、日本クラウンからの発売は今作が最後となる。

## 収録曲

### CD
1. 雪月花 -The end of silence-
コーエーの「戦国無双3」のエンディングソング。
春夏秋冬を描く4部作の一つ。
PVの特別ゲストとしてギターにDuelJewelのShun、ベースにナイトメアのNi～ya、ドラムスにD'espairsRayのTSUKASAを迎えている。
コンピレーション・アルバム『GACKT WORLD TOUR 2016 LAST VISUALIVE 最期ノ月 -LAST MOON-』には、アウトロを差し替えたミックス違いのバージョンが収録されている。なお、シングルバージョンは、8thアルバム『LAST MOON』に収録されている。
2. 斬 〜ZAN〜
コーエーの「戦国無双3」のイメージソング。
戦国無双3内で、クラシックコントローラー(PRO)の場合Xボタンを押しながら戦闘を開始すると本楽曲を戦闘中BGMとして流すことが可能となる。
また、戦国無双3Zでも、上杉謙信の無双演武をクリア後に戦闘準備画面で△ボタンを押しながら開始することで、同様に戦闘中BGMとして流すことが可能である。
ライブでの初披露は、YELLOW FRIED CHICKENz名義で行ったライブ『GACKT YELLOW FRIED CHICKENs 煌☆雄兎狐塾 〜男尊女秘肌嘩祭〜』であり、GACKT名義のライブよりも先に演奏された楽曲である。因みに、GACKT名義で初演奏されたのは、それから6年後に行われたアルバムツアー『GACKT WORLD TOUR 2016 LAST VISUALIVE 最期ノ月 -LAST MOON- supported by Nestlé』が初となる。
コンピレーション・アルバム『GACKT WORLD TOUR 2016 LAST VISUALIVE 最期ノ月 -LAST MOON-』には、イントロをカットしたミックス違いのバージョンが収録されている。なお、シングルバージョンは、8thアルバム『LAST MOON』に収録されている。
ちなみに、アルバムへの収録回数は、前曲よりも多い(コンピレーション・アルバム『ARE YOU "FRIED CHICKENz"??』と8thアルバム『LAST MOON』と、コンピレーション・アルバム『GACKT WORLD TOUR 2016 LAST VISUALIVE 最期ノ月 -LAST MOON-』)。
3. 雪月花 -The end of silence- (Instrumental)
4. 斬 〜ZAN〜 (Instrumental)

### 初回限定盤 DVD
1. 雪月花 -The end of silence- PV

## 収録アルバム
- ARE YOU "FRIED CHICKENz"?? (#2)
- LAST MOON (#1、#2)
- GACKT WORLD TOUR 2016 LAST VISUALIVE 最期ノ月 -LAST MOON- (#1、#2,共にミックスが異なるバージョン)